# Jacob Lang
Jakob Lang, född 1 juni 1648 i Gävle församling, Gävleborgs län, död 17 februari 1716 i Linköpings församling, Östergötlands län, var en svensk biskop i Linköpings stift.

## Biografi
Lang föddes 1648 i Gävle församling. Han var son till tullnären Jakob Lang och Kerstin Henriksdotter i Uleå. Lang studerade i Uleå och blev 9 oktober 1664 student vid Uppsala universitet. Han blev 166 student vid Kungliga akademien i Åbo och 1667 åter vid Uppsala universitet, samt 1677 vid Oxfords universitet. Lang blev sekreterare hos extra ordinarie envoyén Nils Lillieroot i Paris 1678 och hos extra ordinarie ambassadören greve Nils Bielke 1680–1681. Han prästvigdes 1683 och blev 4 maj 1683 prost och kyrkoherde i Nyens församling i Ingermanland. År 1688 blev han superintendent i Narva stift och 1690 teologie doktor i Åbo. Lang blev 16 juli 1700 generalsuperintendent i Livland och 4 juli 1701 biskop i Revals stift. Den 21 april 1711 blev han biskop i Linköpings stift. Lang avled 1716 i Linköpings församling och begravdes 28 februari samma år i Linköpings domkyrka.
Lang höll i prästmötena i Linköpings stift 1712, 1713 och 1715. Han var riksdagsman vid riksdagen 1713–1714.

### Familj
Lang var gift med Anna Bunge (född 1661). Hon var dotter till handelsborgmästaren Mårten Bunge och Margareta Jernstedt i Stockholm. De fick tillsammans barnen generalauditören Jacob Lagercreutz (död 1756), Anna Lagercreutz (död 1751) som var gift med kommendören Axel Grubbe, kaptenen Gustaf Lagercreutz (död 1718) vid Östgöta infanteriregemente och Christina Margareta Lagercreutz (född 1685) som var gift med professorn Arvid Moller vid Lunds universitet. Barnen adlades med namnet Lagercreutz.